# Леськівська сільська рада (Монастирищенський район)
Леські́вська сільська́ ра́да — адміністративно-територіальна одиниця та орган місцевого самоврядування в Монастирищенському районі Черкаської області. Адміністративний центр — село Леськове.

## Загальні відомості
- Населення ради: 1 255 осіб (станом на 2001 рік)

## Населені пункти
Сільській раді були підпорядковані населені пункти:
- с. Леськове
- с. Матвіїха

## Склад ради
Рада складалася з 16 депутатів та голови.
- Голова ради: Гаврилюк Анатолій Іванович
- Секретар ради: Аллакулієва Оксана Миколаївна

### Керівний склад попередніх скликань
| Прізвище, ім'я, по батькові | Основні відомості                                                                                  | Дата обрання | Дата звільнення |
| --------------------------- | -------------------------------------------------------------------------------------------------- | ------------ | --------------- |
| Гаврилюк Анатолій Іванович  | Сільський голова, 1961 року народження, освіта вища, член Всеукраїнського об'єднання «Батьківщина» | 26.03.2006   | 31.10.2010      |
| Гаврилюк Анатолій Іванович  | Сільський голова, 1961 року народження, освіта вища                                                | 31.10.2010   |                 |

Примітка: таблиця складена за даними сайту Верховної Ради України

### Депутати
За результатами місцевих виборів 2010 року депутатами ради стали:

#### За суб'єктами висування
| Суб'єкт висування | Кількість обраних депутатів | %    |
| ----------------- | --------------------------- | ---- |
| Партія регіонів   | 10                          | 62,5 |
| Народна партія    | 6                           | 37,5 |

#### За округами
| № округу        | Прізвище, ім'я, по батькові      | Дата визнання обраним | Освіта  | Партійна приналежність | Відомості про обраного депутата                       |
| --------------- | -------------------------------- | --------------------- | ------- | ---------------------- | ----------------------------------------------------- |
| Народна Партія  |                                  |                       |         |                        |                                                       |
| 3               | Параніч Петро Петрович           | 01.11.2010            | вища    | позапартійний          | ТОВ «Латагроінвест», агроном                          |
| 6               | Лавренчук Анатолій Володимирович | 01.11.2010            | середня | член Народної партії   | РАЙЗ «Максимко», інженер                              |
| 7               | Сирота Ганна Василівна           | 01.11.2010            | вища    | член Народної партії   | Школа, вчитель                                        |
| 9               | Зайцева Людмила Вікторівна       | 01.11.2010            | вища    | член Народної партії   | Школа, вчитель                                        |
| 12              | Аллакулієва Оксана Миколаївна    | 01.11.2010            | вища    | член Народної партії   | Сільська рада, секретар                               |
| 13              | Янкова Антоніна Володимирівна    | 01.11.2010            | вища    | член Народної партії   | Дитсадок «Калинка», вихователь                        |
| Партія регіонів |                                  |                       |         |                        |                                                       |
| 1               | Тарасюк Олег Васильович          | 01.11.2010            | середня | член Партії регіонів   | тимчасово не працює                                   |
| 2               | Підчасюк Олександр Васильович    | 01.11.2010            | середня | член Партії регіонів   | ФГ «Матвіїха», водій                                  |
| 4               | Янковий Володимир Федорович      | 01.11.2010            | вища    | член Партії регіонів   | ТОВ «Агро віт», комірник                              |
| 5               | Тарасюк Людмила Володимирівна    | 01.11.2010            | вища    | член Партії регіонів   | Дитсадок «Калинка», завідувач                         |
| 8               | Мельничук Світлана Іванівна      | 01.11.2010            | середня | член Партії регіонів   | Дитсадок «Ромашка», завідувач                         |
| 10              | Дриган Володимир Петрович        | 01.11.2010            | середня | член Партії регіонів   | Газове господарство, слюсар                           |
| 11              | Горбатюк Наталія Анатоліївна     | 01.11.2010            | вища    | член Партії регіонів   | фермерське господарство «Матвіїха», голова            |
| 14              | Ситник Олександр Степанович      | 01.11.2010            | середня | член Партії регіонів   | ФГ «Матвіїха», слюсар                                 |
| 15              | Желєзний Віктор Анатолійович     | 01.11.2010            | середня | член Партії регіонів   | тимчасово не працює                                   |
| 16              | Ленінська Людмила Василівна      | 01.11.2010            | середня | член Партії регіонів   | фельдшерсько-акушерський пункт с. Матвіїха, завідувач |